# Louder Than Hell
Louder Than hell (en español: Más Ruidoso que el Infierno) es el octavo álbum de estudio de la banda estadounidense de heavy metal Manowar, editado el 29 de abril de 1996. Es el primer álbum con el guitarrista Karl Logan, y marca además el regreso del baterista Scott Columbus. De todo el disco podemos destacar la canción Brothers of Metal, que llegó a ser un himno durante los finales de los 90. 

## Músicos
- Eric Adams – cantante
- Karl Logan – guitarrista
- Joey DeMaio – bajista
- Scott Columbus – baterista

## Lista de canciones
1. "Return of the Warlord" – 5:19
2. "Brothers of Metal (Part 1)" – 3:54
3. "The Gods Made Heavy Metal" – 6:03
4. "Courage" – 3:49
5. "Number 1" – 5:10
6. "Outlaw" – 3:22
7. "King" – 6:25
8. "Today Is a Good Day to Die" - Instrumental – 9:42
9. "My Spirit Lives On" - guitar solo – 2:10
10. "The Power" – 4:09